# Heinz Karbus

Heinz Karbus vor Jagd- und Ferienhaus Hoffmann-Pistorius 2002

Heinz Karbus (* 21. Februar 1927 in Bad Ischl; † 1. Februar 2015 in Wien) war ein österreichischer Architekt.

## Leben
Heinz Karbus wurde als viertes Kind von Maria, geborene Karbus, verwitwete Leschetizky-Puchinger, geboren. Er verbrachte seine Jugend in der Sommervilla des legendären Pianisten, Klavierpädagogen und Komponisten Theodor Leschetitzky in Bad Ischl, welcher jene seiner Schwiegertochter (sie war mit Robert Leschetizky, dem einzigen Sohn von Theodor Leschetizky und dessen 2. Frau Annette Essipoff, verheiratet) vererbt hatte. Karbus kam in diesem Haus früh mit Musik und Literatur in Kontakt, woran besonders seine Halbschwester, die Pianistin Ilse Leschetizky Anteil hatte. Er absolvierte seine Grundschulzeit in Bad Ischl an der evangelischen Volksschule und der öffentlichen Knabenhauptschule, ein Volksschulsemester bei seinem Onkel in Tetschen in der Tschechoslowakei.
Ab 1941 setzte Heinz Karbus seine Ausbildung an der Holzfachschule Hallstatt in Hallstatt in der Abteilung für Bau und Möbeltischlerei fort. Hier schloss er seine Tischlerlehre ab. Seine Lehrer waren die Brüder Ferdinand Peter, ein Schüler von Heinrich Tessenow und Architekt Hans Peter, ein Schüler von Oskar Strnad. Auf deren Empfehlung bewarb er sich 1944 an der Universität für angewandte Kunst Wien, konnte aber das Studium nicht beginnen, weil er zunächst zum Reichsarbeitsdienst für Erd- und Waldarbeit am Ostwall in Schlesien und Polen und anschließend zur deutschen Wehrmacht eingezogen wurde. Nach Ausbildung in Wels und Nürnberg und kurzem Fronteinsatz bei der Panzerschlacht im Raume Aschaffenburg und Würzburg geriet er in amerikanische Kriegsgefangenschaft, wo er auf der United States Air Force Flugbasis bei Laon als Tischler, Barmixer und Dolmetscher zu arbeiten hatte. An Weihnachten 1945 konnte er nach Bad Ischl heimkehren und arbeitete als Tischler und Konstruktionszeichner in der Tischlerei Alfred Koller.
1946 nahm er schließlich das Studium an der Universität für Angewandte Kunst in Wien auf – zunächst in der allgemeinen Klasse, jedoch bald in der Meisterklasse für Architektur, die von Oswald Haerdtl geleitet wurde. In den Ferien fertigte er für Wiener Architekten Detailzeichnungen an und arbeitete im Atelier des Architekten Karl Schwanzer.
1949 war Heinz Karbus als von der Akademie nominierter Student zum Internationalen Sommer-Seminar für Architektur und Stadtplanung Amerikanischer Universitäten in Haslev / Kopenhagen eingeladen. Dort erhielt er prägende Eindrücke von skandinavischer Architektur, besonders den Arbeiten Arne Jacobsens. 1950 wurde er für sein Diplomprojekt Neubau des im Krieg durch Bomben zerstörten Haashauses am Stephansplatz in Wien mit dem Staatspreis des Unterrichtsministeriums ausgezeichnet. 1951 gründet er in Bad Ischl sein Architekturatelier und heiratete 1955 die Schauspielerin Gertrude Kugler. 1956 bzw. 1961 wurden die Kinder Heinz-Oliver und Gabriele geboren.
Von 1962 bis 1989 unterrichtete Karbus an der HTBLA Hallstatt Entwurf und Konstruktion von Holzmöbeln sowie Bautischlerarbeiten. 1983 wurde er durch den damaligen Bundespräsidenten Rudolf Kirchschläger zum Oberstudienrat ernannt. Aus gesundheitlichen Gründen musste Heinz Karbus 1989 sein Atelier schließen und seine Lehrtätigkeit beenden. Von 1994 bis 1999 promovierte er an der Technischen Universität Wien am Institut für Architektur- und Kunstgeschichte, Bauforschung und Denkmalpflege (Prof. Martin Kubelik) über „Bauliche Entwicklung der Kurorte Bad Ischl und Karlsbad / Karlovy Vary von ihren Anfängen bis zum Jahre 1997“.

## Werke (Auswahl)
- 1951 Verkaufspavillon Foto Hugo Hofer, Kreuzplatz Bad Ischl, Bau und Inneneinrichtung (zerstört)
- 1951–1955 Gasthof Goldenes Hufeisen, Franz Abpurg, Bad Ischl, Pfarrgasse Umbau und Einrichtung Küche, Gaststuben, Gästezimmer, Fassade (teilweise zerstört)
- 1952 Jagdwaffen Springers’ Erben, Bad Ischl, Schulgasse, Portal und Einrichtung (zerstört)
- 1953 Projekt: Umbau des Lehartheaters, Kreuzplatz Bad Ischl
- 1953–1954 Kurdirektion Bad Ischl, Bahnhofstraße, Neubau und Inneneinrichtung
- 1954 Projekt: Enrico-Fermi Memorial in Chicago (mit Helmut Höpflinger)
- 1954 Projekt: Hotel Seeschlössl am Leuchtturm, St. Wolfgang, (mit Helmut Höpflinger)
- 1954 Tabaktrafik Weinberger, Bad Ischl, Auböckplatz, Portal und Inneneinrichtung (zerstört)
- 1955 Optiker Zwerger, Bad Ischl, Kreuzplatz Geschäftsportal und Inneneinrichtung (verändert)
- 1955–1957 Mehrfamilien-Eigentums-Wohnhaus, Leschetizkystraße Bad Ischl, der Gemeinnützigen Wohn- und Siedlungsgenossenschaft Bad Ischl
- 1956 Teppichgeschäft Wiesauer, Hotel Austria, Bad Ischl, Esplanade, (zerstört)
- 1957–1958 Einbau eines Theatersaales im Kurhaus Bad Ischl (zerstört)
- 1957 Gasthof Bachwirt / Hippesroither, Bad Ischl, Reiterndorf, Saalanbau und Einrichtung
- 1957 Gasthof Moser, Bad Goisern, Saalanbau und Einrichtung
- 1957–1958 Einfamilienhaus Neumann, Bad Ischl, Dr. Sterzweg, Neubau, teilweise Einrichtung
- 1958 Buchhandlung Neumann, Bad Ischl, Pfarrgasse, Portal und Einrichtung (zerstört)
- 1958–1959 Evangelische Friedenskirche St. Wolfgang, Salzkammergut, Neubau und Innenraumgestaltung
- 1958–1959 Einfamilienhaus Hibler, Gartenstraße Bad Ischl, Neubau und teilweise Inneneinrichtung.
- 1959 Bäckerei Hausotter, Bad Ischl, Reiterndorf, Neubau Geschäft und Einrichtung
- 1960 Lebensmittelgeschäft Grosspointner, Bad Ischl, Brennerstrasse, Anbau, Portal
- 1959–1961 Gasthof zum Bären, Sydler, Bad Goisern, Fassade gegen Hauptstrasse, Saalanbau, Einrichtung (verändert)
- 1960 Neuer Portikus für das Lehar-Lichtspieltheater (ehem. Hoftheater) nach teilweisem Abbruch des alten, hölzernen, im Kriegsjahr 1940. (Planung im Einvernehmen mit dem Bundesdenkmalamt)
- 1960–1963 Volksschule und Sonderschule Concordiastraße Bad Ischl, Neubau und Inneneinrichtung (zusammen mit Viktor Hufnagl)
- 1961–1962 Schuhgeschäft Anton Quell, Esplanade Bad Ischl, Portal und Inneneinrichtung (zerstört)
- 1961–1962 Projekt: Olympiakirche Innsbruck / Evangelische Kirche Innsbruck Ost (Wettbewerb zweiter Platz ex aequo – kein erster Platz vergeben)
- 1961–1963 Verwaltungsgebäude und Werkseinfahrt für das Elektrodenwerk der Oberösterreichischen Kraftwerke AG in Steeg am Hallstättersee, Neubau und Inneneinrichtung (teilweise zerstört)
- 1962–1963 Kurhaus Bad Ischl, Anbau Garderobenhalle Südseite, Umbau Foyer inklusive Innenraumgestaltung, neue Toilettanlagen. (zerstört)
- 1963–1964 Jagd- und Ferienhaus Hoffmann-Pistorius, Bad Ischl, Hinterstein, Neubau und Inneneinrichtung.
- 1964 Kurhaus Bad Ischl, Neugestaltung des großen Saales (während der Bauarbeiten durch Brand vernichtet)
- 1964–1966 Raiffeisenbank Bad Ischl, Ortsteil Pfandl, Kirchenplatz, Neubau und Innenraumgestaltung
- 1964–1966 eigenes Wohnhaus in St. Wolfgang, Wirling 31, Neubau und Inneneinrichtung
- 1964–1966 Möbelhaus Stummer / Vereinigte Tischlerwerkstätten, Gmunden, Bahnhofstraße, Umbau und Erweiterung
- 1965–1966 Kurhaus Bad Ischl, Wiederaufbau nach dem Brande samt Neugestaltung der Innenräume. (zerstört)
- 1965–1966 Jagd- und Ferienhaus Driescher, Aigen-Voglhub bei Strobl am Wolfgangsee, Land Salzburg, Neubau und Teile der Inneneinrichtung
- 1965–1966 Kunststoffwerk Artweger, Bad Ischl, Götzstraße, Umbau und Erweiterung
- 1965–1967 Einfamilienhaus Franz Stummer, Gmunden, HöhenwegNeubau und Inneneinrichtung
- 1966–1967 Wohnhaus Steffner am Zauchensee / Altenmarkt, Land Salzburg, Neubau und Teile der Inneneinrichtung
- 1966–1967 Wohnhaus Steffner am Zauchensee / Altenmarkt, Neubau und teilweise Einrichtung
- 1966–1967 Einfamilienhaus Wiesauer, Bad Ischl, Pfandl, Neubau
- 1967–1969 Bundesinstitut für Erwachsenenbildung St. Wolfgang (BIFEB) und Sommerhochschule der Universität Wien, Mensa- und Verwaltungsgebäude in Strobl am Wolfgangsee Neubau und Innenraumgestaltung
- 1968–1970 Sparkasse Bad Ischl, Hauptinstitut, Bad Ischl, Auböckplatz, Neubau und Inneneinrichtung (zerstört)
- 1968–1973 Flächenwidmungsplan der Stadt Bad Ischl, Generalkonzept in Plan und Schriftsatz.
- 1969 Im Rahmen der Flächenwidmungsplanung (Punkt vor) Entwurf eines Fussweges Kurmittelhaus–Katholische Kirche–Schulgasse–Kurpark (erster Teil wurde ab 1990 realisiert)
- 1969–1971 Eigentums-Wohnhaus mit 24 Wohneinheiten und Tiefgarage der Gemeinnützigen Bau- und Siedlungsgenossenschaft, Bad Ischl, Steinfeldstraße 14, Bad Ischl.
- 1969–1971 Fleischhauerei Anton Streibl, Arbeitsräume, Geschäft und Wohnungen, Bad Ischl, Steinfeldstraße, Neubau und Inneneinrichtung
- 1970–1971 Elektrodenwerk der O.Oe. Kraftwerke AG in Steeg am Hallstättersee
- 1971–1972 Wohn- und Geschäftshaus Canaval, Bad Ischl, Kreuzplatz, Neubau inklusive Geschäftseinrichtung der Drogerie Kwizda im EG
- 1971–1972 Raiffeisenbank Gosau, Neubau und Inneneinrichtung
- 1971–1972 Sparkasse Bad Goisern, Neubau und Inneneinrichtung
- 1971–1972 Atelier- und Wohnhaus I Foto-Hugo-Hofer, Bad Ischl, Schutzenbühel, Neubau und Teile der Inneneinrichtung.
- 1971–1973 Wohnhaus mit Schuhgeschäft Matthias Panzl, Bad Ischl, Götzstraße, Neubau und Inneneinrichtung
- 1972 Hotel Goldener Stern, Bad Ischl, Kreuzplatz, Anbau eines Gartensaales, Umbau der Halle, Innenraumgestaltung von Gartensaal, Speisesaal, Halle und Weinstube.
- 1972–1973 Zweigstelle der Sparkasse Bad Ischl in St. Wolfgang, Hauptplatz, Gestaltung von Kassenhalle, Büro, Tresorraum.
- 1972–1973 Raiffeisenbank St. Wolfgang, Salzkammergut, Umbau und Inneneinrichtung
- 1972–1974 Volksbank Bad Goisern, Hauptplatz, Umbau und Erweiterung, Einrichtung der Innenräume
- 1973 Projekt: Neubau Parkhotel Bauer, Bad Ischl (Mitarbeit : Heribert Krempl und Karl Zeppetzauer)
- 1973–1974 Haus Herbinger, Bad Ischl, Eglmoosgasse, Neubau und Teile der Inneneinrichtung
- 1973–1974 Haus Preminger (vormals Taubinger), Bad Ischl, Dumbastraße, Umbau und Inneneinrichtung, Anbau von Schwimmhalle und Sauna
- 1973–1975 Jagdhaus Feldmayer, Bad Ischl, Pfandl, Neubau und Inneneinrichtung
- 1973–1976 Volksschule Russbach, Gemeinde St. Wolfgang im Salzkammergut, Neubau und Inneneinrichtung, inkl. Umbau des alten Schulhauses, in einen Kindergarten und zwei Wohnungen.
- 1974–1975 Gut Schwarzenbach, St. Wolfgang im Salzkammergut, Petrus von Goerschen, Anbau einer Schwimmhalle
- 1974–1984 Bundesfachschule für Holzbearbeitung in Hallstatt, Höhere Technische Bundeslehranstalt für Möbel- und Innenausbau, Neubau „Werkstättengebäude“ samt Inneneinrichtung, Umbau des Altbaues als „Theoriegebäude“ mit Inneneinrichtung, Umbau zweier Nebengebäude mit Bildhauerabteilung, Holzlager und Schulwartwohnung
- 1975–1978 Hauptschule 2 Bad Ischl, Schulgasse, Umbau des Altbestandes, Erweiterungsbau mit Klassenräumen und Turnsaal, Inneneinrichtung
- 1976–1977 Kunststoffwerk Artweger, Bad Ischl, Götzstraße, Erweiterung des 1965–66 errichteten Baues
- 1976–1979 Einfamilien-Reihenhäuser am Römerbad, Weißenburg in Bayern
- 1977–1979 Wohnhaus mit Arztpraxis Dr. Riedler, Am Römerbad, Weißenburg in Bayern
- 1977–1979 Attergauer Raiffeisenbank, St. Georgen im Attergau, Neubau und Inneneinrichtung
- 1977–1979 Raiffeisenbank in Vöcklabruck, Umbau, Erweiterung und Inneneinrichtung
- 1978–1979 Raiffeisenbank Bad Ischl, Kreuzplatz, im EG. des Hotel Stern, Umbau und Inneneinrichtung
- 1979–1981 Fahrschule und Wohnhaus Rudolf Rastl, Bad Ischl, Gassnerweg, Umbau, Erweiterungsbau und Inneneinrichtung
- 1980–1982 Raiffeisenbank Bad Goisern, Hauptstraße, Neubau und Inneneinrichtung
- 1981–1984 Kindergarten Bad Ischl, Ortsteil Rettenbach, Neubau und Inneneinrichtung
- 1981–1984 Raiffeisenbank in Schwanenstadt, Hauptplatz, Neubau und Inneneinrichtung
- 1982 Sparkasse Bad Ischl, Zweigstelle Bad Goisern, Hauptstraße, (errichtet 1971–71) Stockwerksaufbau und Inneneinrichtung
- 1983–Projekt: Sparkasse Bad Ischl, Neubau Zweigstelle Pfandl,
- 1983–1985 Bundesinstitut für Erwachsenenbildung St. Wolfgang im Salzkammergut und Sommerhochschule der Universität Wien, Strobl am Wolfgangsee, Innenraumgestaltung des Bürglhauses und des Haupt-Hörsaales
- 1984–1986 Sparkasse Bad Ischl, Zweigstelle im Ortsteil Pfandl, Bad Ischl, Neubau und Inneneinrichtung
- 1984–1986 Raiffeisenbank Vöcklamarkt, Oberösterreich, Neubau und Inneneinrichtung
- 1984–1987 Landesmusikschule Bad Ischl, Kaiserpark, Umbau des ehem. K.u.K. Hofremisengebäudes der Kaiservilla in eine Musikschule samt Gestaltung und Einrichtung der Innenräume.
- 1985–1988 Bundesinstitut für Erwachsenenbildung St. Wolfgang und Sommerhochschule der Universität Wien, Strobl am Wolfgangsee, Unterkunftsgebäude Wiesenhaus, Neubau und Inneneinrichtung
- 1987–1988 Foto Hugo Hofer, Geschäfts-, Atelier- und Wohnhaus II, Bad Ischl, Kreuzplatz, Neubau und teilweise Inneneinrichtung
- 1987–1989 Raiffeisenbank Bad Ischl, Kreuzplatz, Erweiterung der Bank in die Obergeschoße des ehemaligen Hotel Goldener Stern inkl. Inneneinrichtung, Neugestaltung der Fassade.
- 1987–1989 Gut Schwarzenbach, Petrus v. Goerschen, St. Wolfgang im Salzkammergut, Anbau des Aufzugturmes, Bau eines Carportes, Neugestaltung des Einfahrtstores

## Filmografie
- Heinz Karbus – ein Leben für die Architektur. Eine Dokumentation von David Pasek mit Friedrich Achleitner. 2007.